# 1. Česká národní hokejová liga
Die 1. Česká národní hokejová liga, oft auch kurz 1. ČNHL (deutsch 1. Tschechische Nationale Eishockeyliga) bildete in den Jahren 1969 bis 1993 zusammen mit der  1. Slovenská národná hokejová liga die zweithöchste Eishockeyspielklasse in der Tschechoslowakei, wobei die 1. ČNHL ausschließlich aus Teams aus dem tschechischen Landesteil bestand. Zwischen der zweiten Spielklasse und der 1. Liga wurde am Saisonende eine Aufstiegsrelegation ausgespielt, um Auf- und Absteiger zu bestimmen.

## Geschichte
Ab 1963 wurde die zweite Spielklasse der Tschechoslowakei in vier regionalen Gruppen ausgespielt, wobei die Gruppe D als rein slowakische Gruppe ausgetragen wurde. Die vier Gruppensieger spielten in der Aufstiegsrelegation zwei Aufsteiger aus.
1969 wurde der Ligenspielbetrieb reformiert und zwei eigenständige Spielklassen für den tschechischen und slowakischen Teil der Tschechoslowakei gegründet. Diese wurden als 1. ČNHL (1. Česká národní hokejová liga) und 1. SNHL (1. Slovenská národná hokejová liga) bezeichnet, wobei letztere aus der Gruppe D der ehemaligen 2. Liga entstand. Für die Aufstiegsrunde qualifizierten sich der Meister der 1. SNHL, die beiden Staffelersten der 1. ČNHL sowie der punktbeste Zweitplatzierte der beiden Staffeln.